# Eda Ahi

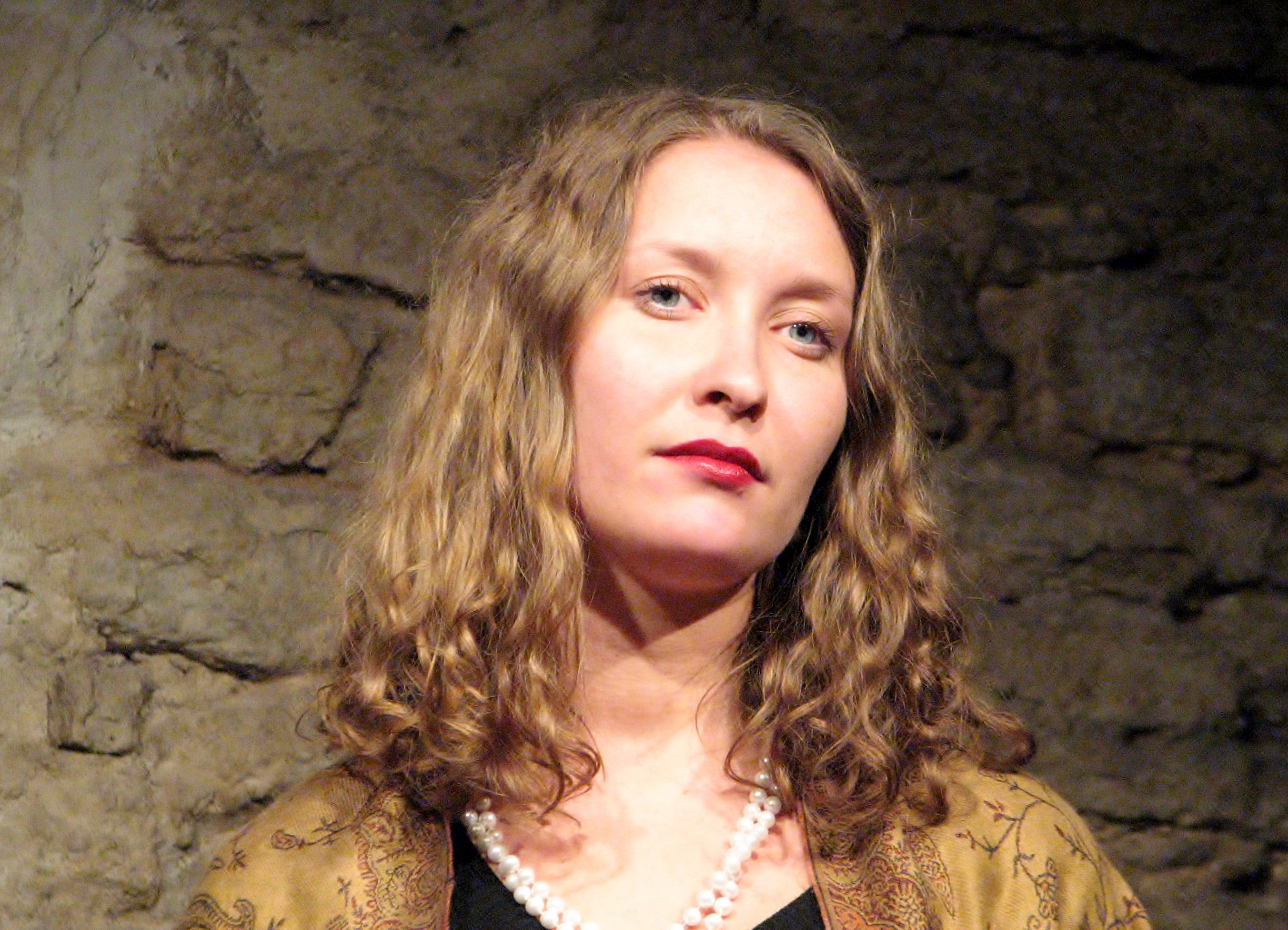
Eda Ahi (2014)

Eda Ahi (* 1. Februar 1990 in Tallinn) ist eine estnische Dichterin.

## Leben
Ahi wuchs in einer zweisprachigen russisch-estnischen Familie auf und hat auch tschuwaschische Vorfahren. Sie machte in Tallinn ihr Abitur und studierte anschließend an der Universität Tallinn Romanistik mit dem Schwerpunkt Italienisch. Während des Studiums verbrachte sie ein Jahr an der Universität Florenz. Nach ihrem Bachelor studierte sie an der Universität Tartu im Rahmen des Programms „Europäische Union – Russland“ und erlangte 2015 den Master-Grad.
Eda Ahi lebt in Tallinn und ist seit 2014 Mitglied des Estnischen Schriftstellerverbands.

## Werk
Eda Ahi debütierte nach Veröffentlichungen in Zeitschriften 2012 mit einem Gedichtband, der vorwiegend rhythmische und gereimte Lyrik enthielt. Diese Art der Dichtung gehört einerseits nicht zum Mainstream der modernen estnischen Dichtung, wird andererseits aber auch von zwei anerkannten Vertretern der estnischen Gegenwartsdichtung – Doris Kareva und Indrek Hirv – intensiv gepflegt. Gerade diese Anknüpfung an die Traditionen der estnischen Lyrik wurde in den Rezensionen zum prämierten Debütband betont, wobei sowohl anerkannte Größen der estnischen Lyrik wie Betti Alver, Heiti Talvik, Viivi Luik oder Artur Alliksaar genannt wurden wie auch Verbindungen zum Russischen Symbolismus entdeckt wurden.
Auch ihr späteres Werk ist immer wieder mit Größen aus der estnischen Lyrikgeschichte wie zum Beispiel Marie Under verglichen worden, wobei jedoch niemals von Epigonentum die Rede ist, sondern stets die eigene Originalität der Dichterin betont wird. Ein Teil dieser Originalität der weiterhin größtenteils gereimten Dichtung besteht in der Kombination von verschiedenen Sprachen, wodurch die Varietät an Reimen vergrößert wird.

## Auszeichnungen
- 2012 Betti-Alver-Debütpreis
- 2019 Literaturpreis des Estnischen Kulturkapitals (Lyrik)

## Bibliografie
- Maskiball (Maskenball) s. l.: Värske Raamat 2012. 60 S.
- Gravitatsioon (Gravitation). Tallinn: Verb 2013. 56 S.
- Julgeolek (Sicherheit). Tallinn: Verb 2014. 39 S.
- Sadam (Hafen). Tallinn: Verb 2017. 47 S.
- Sõda ja rahutus (Krieg und Unruhe). Tallinn: Verb 2018. 45 S.
- Maailma avastamine ('Die Entdeckung der Welt'). Tallinn: Varrak 2021. 57 S.